# Post meridiem
El término post meridiem o p. m. («después del mediodía» en latín) es una locución adverbial. Hace alusión a las horas posteriores al mediodía (12:00 horas) y anteriores a la medianoche (00:00 horas).